# Adolf Merkel
Adolf Joseph Matthäus Merkel, född 11 januari 1836 i Mainz, död 30 mars 1896 i Strassburg, var en tysk jurist. 
Merkel blev professor 1868 i Graz, 1872 i Wien och 1874 i Strassburg. Han var en skarpsinnig tänkare, benägen att finna förmedlande ståndpunkter vid de allmänna rättsproblemens behandling. Som kriminalist var han anhängare av den klassiska skolans vedergällningsteori, dock med en strävan att frigöra denna från dess indeterministiska utgångspunkt.
Merkels främsta arbeten är Kriminalistische Abhandlungen (två band, 1867), Juristische Encyklopädie (1885; tredje upplagan 1904), en lärobok som även ofta användes i Sverige, Lehrbuch des deutschen Strafrechts (1889), Vergeltungsidee und Zweckgedanke im Strafrecht (i festskriften för Rudolf von Jhering, 1892). Han behandlade även avdelningen om förmögenhetsbrott i Franz von Holtzendorffs "Handbuch des deutschen Strafrechts". Postumt utgavs Hinterlassene Fragmente und gesammelte Abhandlungen (två band, 1898-99).